# (32116) 2000 LD4
2000 LD4 (asteroide 32116) é um asteroide da cintura principal. Possui uma excentricidade de 0.06898520 e uma inclinação de 15.35219º.
Este asteroide foi descoberto no dia 4 de junho de 2000 por LINEAR em Socorro.